# فرناندو جارا
فرناندو جارا (بالإنجليزية: Fernando Jara؛ بالإسبانية: Fernando Jara) هو فارس بنمي وأمريكي، ولد في 18 ديسمبر 1987 في محافظة هيريرا في بنما.